# Antônio Tourinho Neto
Antônio Tourinho Neto (ur. 9 stycznia 1964 w Jequié) – brazylijski duchowny katolicki, biskup Cruz das Almas od 2017.

## Życiorys
Święcenia kapłańskie przyjął 20 stycznia 1990 i został inkardynowany do diecezji Jequié. Przez wiele lat pracował w diecezjalnym sądzie jako audytor, obrońca węzła małżeńskiego i promotor sprawiedliwości. Był także m.in. proboszczem parafii katedralnej, ojcem duchownym seminarium oraz kanclerzem kurii.
12 listopada 2014 papież Franciszek mianował go biskupem pomocniczym archidiecezji Olinda i Recife oraz biskupem tytularnym Satafi. Sakry udzielił mu 17 stycznia 2015 biskup José Ruy Gonçalves Lopes.
22 listopada 2017 został pierwszym biskupem nowo utworzonej diecezji Cruz das Almas.